# Prix de Royallieu
Groupe 1
Le Prix de Royallieu est une course hippique de plat se déroulant le premier week-end du mois d'octobre, à la veille du Prix de l'Arc de Triomphe, sur l'hippodrome de Longchamp.
C'est une course de Groupe I réservée aux femelles de 3 ans et plus. Elle porte le nom de Royallieu, une localité proche de Compiègne, où se trouvait l'écurie du Comte Frédéric de Lagrange au début du XIXe siècle.
Le Prix de Royallieu se court sur la distance de 2 800 mètres, sur la grande piste de Longchamp. L'allocation s'élève à 300 000 €. Jusqu'en 2018, elle était courue sur 2 500 mètreset bénéficiait du statut Groupe II.
Elle se déroule le même jour que le Prix Chaudenay, le Prix Daniel Wildenstein, le Prix Dollar et le Prix du Cadran.

## Palmarès depuis 1996
| Année                                             | Vainqueur         | Pays        | Père              | Jockey               | Entraîneur           | Propriétaire             | Deuxième           | Troisième      | Temps   |
| ------------------------------------------------- | ----------------- | ----------- | ----------------- | -------------------- | -------------------- | ------------------------ | ------------------ | -------------- | ------- |
| 2024                                              | Grateful          | Irlande     | Galileo           | Christophe Soumillon | Aidan O'Brien        | Coolmore                 | River of Stars     | Mistral Star   | 3'03"43 |
| 2023                                              | Sea Silk Road     | Royaume-Uni | Sea The Stars     | Aurélien Lemaître    | William Haggas       | Sunderland Holding Inc   | Diva Donna         | La Mehana      | 2'57"06 |
| 2022                                              | Sea La Rosa       | Royaume-Uni | Sea The Stars     | Tom Marquand         | William Haggas       | Sunderland Holding Inc.  | Jannah Flower      | Ottilien       | 3'13"67 |
| 2021                                              | Loving Dream      | Royaume-Uni | Gleneagles        | Lanfranco Dettori    | John & Thady Gosden  | Lordship Stud            | Believe in Love    | Valia          | 3'09"67 |
| 2020                                              | Wonderful Tonight | Royaume-Uni | Le Havre          | Tony Piccone         | David Menuisier      | Christopher N. Wright    | Pista              | Ebaiyra        | 3'11"22 |
| 2019                                              | Anapurna          | Royaume-Uni | Frankel           | Lanfranco Dettori    | John Gosden          | Helena Springfield Ltd   | Delphinia          | Enbihaar       | 3'10"98 |
| Éditions labellisées Groupes II, sur 2 500 mètres |                   |             |                   |                      |                      |                          |                    |                |         |
| 2018                                              | Princess Yaiza    | Irlande     | Casamento         | Andrea Atzeni        | Gavin Cromwell       | Lindsay Laroche          | Palombe            | Shahnaza       | 2'43"87 |
| 2017*                                             | The Juliet Rose   | France      | Monsun            | Stéphane Pasquier    | Nicolas Clément      | Markus Jooste            | Listen In          | Kitesurf       | 2'35"55 |
| 2016*                                             | The Juliet Rose   | France      | Monsun            | Stéphane Pasquier    | Nicolas Clément      | Markus Jooste            | Almela             | Sotteville     | 2'31"14 |
| 2015                                              | Candarliya        | France      | Dalakhani         | Christophe Soumillon | Alain de Royer-Dupré | HH Aga Khan              | Lady Of Kyushu     | Scalambra      | 2'37"05 |
| 2014                                              | Frine             | France      | High Chaparral    | Gérald Mossé         | Carlos Laffon-Parias | Duc d'Albuquerque        | Mayhem             | Zarshana       | 2'37"29 |
| 2013                                              | Ebiyza            | France      | Rock of Gibraltar | Christophe Lemaire   | Alain de Royer-Dupré | S.A. Aga Khan            | Chalnetta          | Galvaun        | 2'44"17 |
| 2012                                              | Dalkala           | France      | Giant's Causeway  | Christophe Lemaire   | Alain de Royer-Dupré | S.A. Aga Khan            | Shirocco Star      | La Conquerante | 2'57"04 |
| 2011                                              | Sea Of Heartbreak | Royaume-Uni | Rock of Gibraltar | Olivier Peslier      | Roger J. Charlton    | D.J. Hardisty Bloodstock | Miss Crissy        | Modeyra        | 2'53"90 |
| 2010                                              | Maria Royal       | France      | Montjeu           | Gérald Mossé         | Alain de Royer-Dupré | Slim Chiboub             | High Heeled        | Sarah Lynx     | 2'49"60 |
| 2009                                              | Daryakana         | France      | Selkirk           | Gérald Mossé         | Alain de Royer-Dupré | S.A. Aga Khan            | Peinture Rare      | Tanoura        | 2'38"40 |
| 2008                                              | Balladeuse        | France      | Singspiel         | Olivier Peslier      | André Fabre          | Wertheimer & Frère       | Tres Rapide        | Dar Re Mi      | 2'38"30 |
| 2007                                              | Anna Pavlova      | Royaume-Uni | Danehill Dancer   | Lanfranco Dettori    | Richard Fahey        | Galaxy Racing            | Princesse Dansante | Darsha         | 2'41"30 |
| 2006                                              | Montare           | France      | Montjeu           | Olivier Peslier      | Jonathan Pease       | George Strawbridge       | Lahudood           | Alix Road      | 2'39"50 |
| 2005                                              | Oiseau Rare       | France      | King's Best       | Christophe Soumillon | André Fabre          | Mme Bethy Lagardère      | Kastoria           | Guadalajara    | 2'40"30 |
| 2004                                              | Samando           | France      | Hernando          | Stéphane Pasquier    | François Doumen      | Hans Wirth               | Russian Hill       | Behkara        | 2'39"40 |
| 2003                                              | Moon Search       | France      | Rainbow Quest     | Christophe Soumillon | André Fabre          | Khalid Abdullah          | Whortleberry       | Ocean Silk     | 2'48"60 |
| 2002                                              | Dance Routine     | France      | Sadler's Wells    | Christophe Soumillon | André Fabre          | Khalid Abdullah          | Trumbaka           | Tigertail      | 2'39"40 |
| 2001                                              | Moon Queen        | France      | Sadler's Wells    | Lanfranco Dettori    | Jean-Claude Rouget   | Joseph Allen             | Ranin              | Street Shaana  | 2'49"30 |
| 2000                                              | Mouramara         | Irlande     | Kahyasi           | Gérald Mossé         | John Oxx             | S.A. Aga Khan            | Beyond The Waves   | Playact        | 2'37"50 |
| 1999                                              | Fairy Queen       | Royaume-Uni | Fairy King        | Sylvain Guillot      | Saeed bin Suroor     | Godolphin                | Daring Miss        | Abyaan         | 3'03"80 |
| 1998                                              | Lexa              | France      | Sanglamore        | Dominique Bœuf       | Mlle H. Van Zuylen   | Thierry Van Zuylen       | Gazelle Royale     | Bimbola        | 2'44"80 |
| 1997                                              | Tulipa            | Royaume-Uni | Alleged           | Lanfranco Dettori    | Saeed bin Suroor     | Godolphin                | Dame Kiri          | Kassana        | 2'39"40 |
| 1996                                              | Annaba            | Royaume-Uni | In The Wings      | Lanfranco Dettori    | John Gosden          | Cheik M. Al Maktoum      | Whitewater Affair  | Zafzala        | 2'43"20 |

* Éditions disputées à Chantilly.